# Wappen Tuvalus
Das Wappen Tuvalus ist seit 1980 verbindliches Hoheitszeichen.

## Beschreibung
Das Wappen mit goldenem Bord ist geteilt in Blau und Gold. Oben ein goldenes Maneapa mit blauen offenen Fenstern, unten vier blaue Wellenbalken. Im Bord wechseln acht rotgetupfte Muscheln mit grünen Bananenblätter.
Unter dem Schild trägt ein goldenes Band mit schwarzen Majuskeln in tuvaluischer Sprache den Wahlspruch „Tuvalu mo te Atua“ (Acht Inseln für den allmächtigen Gott).

## Symbolik
Die Bananenblätter auf dem Schildrand stehen für die Fruchtbarkeit der Inseln. Die acht Muscheln symbolisieren die acht bewohnten Inseln der Inselgruppe. Der Schild selbst zeigt das Maneapa, das traditionelle Versammlungshaus, in dem die Beratungen stattfinden. Unter dem Boden sind stilistisch in Blau und Gold die Wellen des Ozeans dargestellt. Die Worte „Tuvalu mo te Atua“ (Acht Inseln für den allmächtigen Gott) sind auch der Titel der tuvaluischen Nationalhymne. Beides zusammen umgibt das Maneapa und weisen so auf diesen auf allen Inseln wichtigen traditionellen Ort hin.

## Geschichte
Königin Elisabeth II. von Großbritannien verlieh der Inselgruppe am 3. Dezember 1976 ein Wappen, das bei Erlangung der Unabhängigkeit als Staatswappen beibehalten wurde. 
Der Entwurf stammt von R. P. Turner. 